# Al Wehda (Mekka)
Al Wehda Club (arabsky: نادي الوحدة) je saúdskoarabský fotbalový klub z Mekky, který byl založen roku 1945. Klub hraje nejvyšší saúdskoarabskou ligu Saudi Pro League. Klub hraje své domácí zápasy na King Abdul Aziz Stadium s kapacitou 38 000.